# Jesse Williams (acteur)
Jesse Williams (Chicago, 5 augustus 1981) is een Amerikaans acteur en fotomodel.
Hij speelde onder meer Dr. Jackson Avery in de televisieserie Grey's Anatomy. Hiernaast speelde hij (gast)rollen in televisieseries als Law & Order, Greek en Beyond the Break en was hij te zien in de film Brooklyn's Finest. Williams is tevens te zien in de videoclips Russian Roulette van zangeres Rihanna en Tell Me You Love Me van zangeres Demi Lovato.

## Persoonlijk
Williams' moeder is Zweeds, zijn vader Amerikaans. Hij is afgestudeerd in African American Studies en Film & Media Arts. Voordat Williams begon met acteren, was hij geschiedenisdocent.

## Carrière
In 2006 had Williams een gastrol als Kwame in de serie Law & Order. Ook speelde hij in Off Broadway-producties als The American Dream en The Sandbox. In 2008 maakte Williams zijn theaterdebuut als Leo in The Sisterhood of the Traveling Pants 2. Ook speelde hij Drew Collins in de ABC-serie Greek.
Op 15 oktober 2009 maakte Williams zijn debuut als chirurg Jackson Avery in de ABC-serie Grey's Anatomy.

## Filmografie

### Film
| Jaar | Naam                                    | Rol            |
| ---- | --------------------------------------- | -------------- |
| 2008 | The Sisterhood of the Traveling Pants 2 | Leo            |
| 2010 | Brooklyn's Finest                       | Eddie Quinlain |
| 2011 | The Cabin in the Woods                  | Holden McCrea  |

### Televisie
| Jaar      | Naam                         | Rol           |
| --------- | ---------------------------- | ------------- |
| 2006      | Law & Order                  | Kwame         |
| 2006      | Beyond the Break             | Eric Medina   |
| 2008      | Greek                        | Drew Collins  |
| 2009      | The Washingtonienne          | Keya          |
| 2009-2021 | Grey's Anatomy               | Jackson Avery |
| 2023      | Only Murders in the Building | Tobert        |

### Videogame
| Jaar | Titel                 | Rol    |
| ---- | --------------------- | ------ |
| 2018 | Detroit: Become Human | Markus |

- Library of Congress Control Number: no2012141378
- Virtual International Authority File: 286294782
- WorldCat: E39PBJyMhGBXmxMC9p9gXwbDbd